# グリュナイゼン定数
グリュナイゼン定数（グリュナイゼンていすう, 英: Grüneisen parameter, 独: Grüneisen-Parameter 記号:γ）とは、固体の格子振動における調和振動からのずれ（非調和性）を表す量である。
2次の弾性定数 C と3次の弾性定数 D の比に相当する。
熱膨張係数 α は、グリュナイゼン定数を用いて
{\displaystyle \alpha =\gamma C_{\mathrm {V} }}
と表せる。ここで CV は定積比熱である。